# بیلی گیلبرت
بیلی گیلبرت (انگلیسی: Billy Gilbert؛ ‏ ۱۲ سپتامبر ۱۸۹۴ – ۲۳ سپتامبر ۱۹۷۱) بازیگر، فیلم‌نامه‌نویس و کارگردان اهل ایالات متحده آمریکا بود. وی بین سال‌های ۱۹۲۹ تا ۱۹۶۲ میلادی فعالیت می‌کرد.

## فیلم‌شناسی
- گروه موسیقی وارد می‌شود
- شبی در لیسبون
- یک عروسی کوچک بی‌سروصدا
- شهره شهر نیویورک
- پاهای میلیون دلاری
- دردسرهای ماهیگیری
- اولین اشتباه آن‌ها
- دیکتاتور بزرگ
- سفیدبرفی و هفت کوتوله
- یکصد مرد و یک دختر
- دستری دوباره می‌راند
- جعبه موسیقی
- شبی در اپرا
- منشی همه‌کاره او
- بیمارستان ولایت
- کله‌پوک‌ها
- زحمت را کم کن
- شامپانزه
- در کوهستان